# Эйтам, Эфи
Эфи Эйтам (ивр. אפי איתם‎, род. 25 июля 1952, Израиль) — израильский государственный, политический и военный деятель. Депутат Кнессета 16 и 17 созывов, министр национальной инфраструктуры Израиля (2002-03), министр строительства Израиля (2003-04), бригадный генерал Армии обороны Израиля.

## Биография
Эфи Эйтам родился 25 июля 1952 года под именем Эфраим Файн в кибуце Эйн-Гев, в семье Гершона и Эстер Файн, и получил изначально светское образование. После войны Судного Дня он стал религиозным и присоединился к национально-религиозному лагерю.
Эфи Эйтам был призван в Армии Обороны Израиля в 1971 году добровольцем в военно-морской спецназ Шайетет 13, но через год был уволен и прошел дальнейшую военную службу в бригаде Голани.